# Low (Testament-album)
A Low a Testament nevű thrash metal együttes hatodik stúdióalbuma, amely 1994-ben jelent meg az Atlantic Recordsnál. Az album a Billboard 200-as listáján a 122. helyet érte el. A Low volt az első Testament album, amit nem a klasszikus felállás vett fel. Alex Skolnick helyét a death metal vándormadarának tartott ex-Obituary, Death gitáros James Murphy vette át, a dobos pedig az Exodusból John Tempesta lett.
A dallamközpontú előző stúdióalbumhoz (The Ritual) képest sokkal kísérletezőbb lemez lett a Low. Chuck Billy jellegzetes üvöltései és dallamos énektémái mellé például beemelte az eszköztárába a death metalos hörgést is. A lemez producere ezúttal a Melvins és Rage Against The Machine albumok révén ismertté vált alternatív rock guru Garth "GGGarth" Richardson volt, aki a Testament hagyományait maximálisan tiszteletben tartva képes volt új életet lehelni az együttes hangzásába. Ettől függetlenül, Alex Skolnick jellegzetes virtuóz gitárszólóinak hiánya nagyon feltűnő.
A lemezre került dalok többségét az alapító gitáros Eric Peterson egyedül szerezte. Greg Christian a két instrumentális szám mellett a P.C. és a Chasing Fear dalokban volt társszerző, míg James Murphy a Hail Mary-hez tette hozzá a magáét. Videóklipet az album címadó dalához forgattak.
Röviddel a lemez felvétele után Tempesta továbbállt és csatlakozott a White Zombie együtteshez. A Low lemezbemutató turnéján Jon Dette (ex-Evildead) pótolta, aki így a telt házas Fillmore koncerten rögzített és a következő évben kiadott koncertlemezen is szerepelhetett.
Időközben a régi csapatokat teljesen kisöprő alternatív metal hullám megérkeztével az Atlantic Records hat stúdióalbum után megvált a Testamenttől.

## Dalok
1. Low – 3:33
2. Legions (in Hiding) – 4:17
3. Hail Mary – 3:32
4. Trail of Tears – 6:06
5. Shades of War – 4:44
6. P.C. – 2:50
7. Dog Faced Gods – 4:02
8. All I Could Bleed – 3:37
9. Urotsukidōji (instrumentális) – 3:40
10. Chasing Fear – 4:56
11. Ride – 3:16
12. Last Call (instrumentális) – 2:41

## Közreműködők
| Zenészek - Chuck Billy – ének - Eric Peterson – gitár - James Murphy – szólógitár - Greg Christian – basszusgitár - John Tempesta – dob | További közreműködők - Garth "GGGarth" Richardson: producer, hangmérnök - Michael Wagener: keverés |

## Külső hivatkozások
- Testament hivatalos honlap
- Testament myspace oldal